# Blood on the Dance Floor (gruppo musicale)
I Blood on the Dance Floor (anche conosciuti come BOTDF e Love the Fashion) sono stati una band statunitense.
Originariamente formata in Orlando (Florida) dal frontman Dahvie Vanity (vero nome: Jesus David Torres), Christopher Mongillo e Rebecca Fugate. Successivamente la band ha risieduto a Phoenix in Arizona dopo essersi trasferita lì nel 2011. Gli attuali membri della band sarebbero stati Dahvie Vanity e Jayy Von Monroe (vero nome: Jeremy Brian Griffis). La band incorporava sonorità da una grande varietà di generi musicali, dal dubstep (o, come lo definisce Dahvie, "popstep") al metal, alla dance. Hanno pubblicato un totale di 7 album completi e 5 EP da quando hanno iniziato a suonare nel settembre 2007.

## Storia del gruppo

### Let's Start a Riot & It's Hard to Be a Diamond in a Rhinestone World (2007-2008)
Il 5 settembre 2007, il giorno del suo compleanno, Dahvie Vanity scrisse la sua prima canzone, "Let's Start a Riot" (ora conosciuta come "Blood on the Dance Floor") e i suoi amici Christopher Mongillo e Rebecca Fugate si unirono a lui per formare la band Love The Fashion durante la produzione del loro primo brano "Let's Start a Riot!". Dopo qualche sessione nello studio, Christopher propose il nome "Blood On The Dance Floor" per manifestare l'attinenza alla "dysfunctional dance music" che Dahvie normalmente usa per definire il genere musicale della band, come un suggerimento per il nome della band. Il nome subito piacque a Dahvie e Rebecca, che pochi mesi dopo scoprirono che "Blood On The Dance Floor" era un album di Michael Jackson.
La voce "Slash Gash Terror Whore" nella loro prima canzone è la definizione che poi venne modificata in "Slash Gash Terror Crew", da dove Dahvie prese ispirazione per chiamare il loro continuamente crescente gruppo di fan su MySpace. Poco dopo, nell'aprile 2008, i Blood On The Dance Floor hanno pubblicato il loro primo intero album "Let's Start a Riot" che conteneva 13 brani e un download gratuito della loro cover di "Closer" dei Nine Inch Nails per chiunque pre-ordinasse l'album. Dopo la pubblicazione, Christopher Mongillo e Rebecca Fugate lasciarono la band e Dahvie fece un tour negli USA per promuovere il nuovo album. Ora si può trovare il "tour diary" di questo tour su YouTube. Dopo il tour, Garret Ecstasy (vero nome: Garret Northman) entrò nella band dopo aver incontrato Dahvie ad un concerto di Jeffree Star a Orlando, Florida. Garrett aiutò Dahvie a registrare e produrre il secondo album dei BOTDF, "It's Hard to Be a Diamond in a Rhinestone World" ma solo alla sua pubblicazione Garret entrò ufficialmente nella band. "It's Hard to Be a Diamond in a Rhinestone World" vide una completamente nuova versione "remixata" dei Blood On The Dance Floor perché ora Dahvie aveva controllo completo sulla produzione e la scrittura dei testi di questo album. L'album aveva 11 brani, inclusa la canzone "Mad Rad Hair" che Dahvie usò per promuovere il suo salone da parrucchiere chiamato Mad Rad Hair. L'album conteneva anche lo "Slash Gash Terror Crew Anthem" che divenne il nuovo inno dei fan dei BOTDF in tutto il mondo. Come regalo di Natale a tutti i fan, a Natale del 2008 pubblicato un Radio EP di 3 brani che conteneva le radio edits di "Blood On The Dance Floor", "S My D" e "It's Hard to Be a Diamond in a Rhinestone World" che però ora non è più disponibile né su iTunes né su Amazon.

### I Scream I Scream, Extended Play & OMFG (2009)
Dopo la pubblicazione di "It's Hard to Be a Diamond in a Rhinestone World" nel settembre 2008, Garret Ecstasy diventò un membro ufficiale dei Blood On The Dance Floor e la band subitò cominciò a registrare nuovo materiale agli inizi del 2009. La band registrò due EP, "I Scream I Scream" contenente una collaborazione con la modella Lolli Dolli, e "Extended Play", contenente la loro cover di "Beat It!" di Michael Jackson come tributo per la sua morte quell'anno. In preparazione, la band iniziò a registrare e produrre un terzo album insieme e in giugno pubblicarono un EP chiamato "OMFG Sneak Peak" che conteneva quattro canzoni che davano ai fan un piccolo esempio del materiale che avrebbero trovato nel loro nuovo album uscente quell'anno chiamato "OMFG".
Ma, nell'autunno 2009, appena la band aveva iniziato a fare l'"OMFG Tour" che era un intero tour attraverso gli Stati Uniti, Garrett Ecstasy lasciò/fu cacciato dalla band. Dahvie dichiarò che cacciò Garrett dalla band perché Ecstasy rubava soldi da lui per comprarsi tatuaggi e fumare droga quando Dahvie scriveva tutta la musica e i testi per la band. Dahvie disse anche che Garrett ruppe il loro furgone per il tour e provò a distruggere il progresso della band per il loro album "OMFG" cancellando tutte le tracce dal portatile di Dahvie. Purtroppo Dahvie aveva una copia di tutti i file che Garrett provò a cancellare quindi niente era perduto.

### Epic (2009-2010)
Garrett Ecstasy fu sostituito da Jayy Von Monroe, che era un grande amico sia di Dahvie che di Garrett da anni, e Matty M, e la band subito iniziò di nuovo a registrare. "Horrifically Delicious" fu pubblicata nell'ottobre 2009 ed era una canzone che Dahvie originariamente scrisse con Garrett ma le parti cantate da questo furono eliminate e sostituite con quelle di Matty e Jayy. Matty M registrò solo una canzone con la band prima di fare una veloce uscita. La nuova formazione ora era Dahvie Vanity e Jayy Von Monroe ed è ancora quella presente, sebbene altri membri della band furono chiamati per suonare ai concerti con loro anziché suonare la loro musica alla folla attraverso un portatile. La band suonò al "Crunk Kids Tour '09" e presto si alleò con la stella nascente Jeffree Star per registrare 3 canzoni per il nuovo album che Dahvie e Jayy stavano creando assieme. Nel dicembre 2009, i Blood On The Dance Floor pubblicarono la loro prima canzone ufficiale con Jayy "Success Is The Best Revenge" ed era diretta all'ex membro Garrett Ecstasy, che da solo stava giusto pubblicando un EP sotto il suo nuovo progetto "Boy Talks Trash". Dopo venne la pubblicazione di una delle loro più controverse e popolari canzoni tra i teens, "Sexting!", nella Vigilia di Natale '09.
Il gennaio 2010 segnò l'inizio della fama ascendente dei BOTDF, che ripubblicarono delle canzoni fatte con Garrett, "Crunk Man" e "Designed To Kill!", assieme a 2 hits in gennaio e febbraio con Jeffree Star, l'ufficiale "Sexting! (Remix)" e "Inject Me Sweetly". I Blood On The Dance Floor continuarono a lavorare sul progresso del loro nuovo album e si imbarcarono nel "2 Drunk 2 Fuck Tour" con Jeffree Star e Brokencyde. Durante il "Lookin' Hot, Dangerous Tour", Jeffree Star avanzò accuse contro Dahvie dicendo di averlo visto fare "cose illegali" a delle minorenni che stava portando al proprio hotel quindi si scusò con chiunque fosse stato trattato in quel modo dal frontman. La band e il loro produttore negarono le accuse affermando che la security era lì per assicurarsi che nessuna minorenne si introducesse nel loro hotel senza genitori o tutori con loro. Per questo, tutte le canzoni fatte dei BOTDF con Jeffree Star furono subito messe a download gratuito e Jayy e Dahvie rifecero "Inject Me Sweetly" e l'inedita "D.U.I." senza le parti vocali di Star; subito misero sul loro MySpace un download gratuito di queste nuove versioni.
Nell'ottobre 2010 l'album ha raggiunto la posizione numero 5 nella Billboard chart dance/elettronica. Al fine di pubblicizzare ulteriormente l'album, sono stati realizzati l'Epic Tour e l'Epic Tour Part II.

## Discografia

### Album in studio
| Anno | Titolo                                          | Etichetta            | Posizione massima | Posizione massima | Posizione massima |
| Anno | Titolo                                          | Etichetta            | US                | US Electronic     | US Heat           |
| ---- | ----------------------------------------------- | -------------------- | ----------------- | ----------------- | ----------------- |
| 2008 | Let's Start a Riot                              | autoprodotto         | –                 | –                 | –                 |
| 2008 | It's Hard to Be a Diamond in a Rhinestone World | autoprodotto         | –                 | –                 | –                 |
| 2010 | Epic                                            | Candyland Records    | –                 | 5                 | 12                |
| 2011 | All the Rage!                                   | Dark Fantasy Records | –                 | 13                | 26                |
| 2012 | Evolution                                       | Dark Fantasy Records | 42                | 1                 | –                 |
| 2013 | Bad Blood                                       | Dark Fantasy Records | 137               | 2                 | 29                |
| 2014 | Bitchcraft                                      | Dark Fantasy Records | -                 | 18                | -                 |
| 2016 | Scissors                                        | Dark Fantasy Records | -                 | -                 | -                 |
| 2017 | Kawaii Monster                                  | Dark Fantasy Records | -                 | -                 | -                 |
| 2018 | Haunted                                         | Dark Fantasy Records | -                 | -                 | -                 |
| 2018 | Cinema Erotica                                  | Dark Fantasy Records | -                 | -                 | -                 |
| 2018 | You Are the Heart                               | Dark Fantasy Records | -                 | -                 | -                 |
| 2019 | Hollywood Death Star                            | Dark Fantasy Records | -                 | -                 | -                 |

### EP
- I Scream I Scream (2009)
- OMFG Sneak Peak (2009)
- Extended Play (2009)
- Clubbed To Death! (2012)
- Cruel pornography (2015)

### Raccolte
- Radio Edit (2008)
- Lest We Forget the Best of BOTDF (2010)
- The Legend of Blood on the Dance Floor (2012)

### Album remix
- Epic: The Remixes (2012)

### Singoli
| Anno | Titolo                                                           | Album                                           |
| ---- | ---------------------------------------------------------------- | ----------------------------------------------- |
| 2008 | "Money and Hoes"                                                 | Let's Start a Riot                              |
| 2008 | "Save the Rave"                                                  | It's Hard to be a Diamond in a Rhinestone World |
| 2008 | "Blood on the Dance Floor (DJ Pickee Remix)"                     | It's Hard to be a Diamond in a Rhinestone World |
| 2008 | "S My D"                                                         | It's Hard to be a Diamond in a Rhinestone World |
| 2008 | "Suicide Club"                                                   | I Scream I Scream                               |
| 2008 | "Siq with a Q"                                                   | I Scream I Scream                               |
| 2009 | "Miss Bipolar (Love Fight)" (featuring Lolli Dolli)              | I Scream I Scream                               |
| 2009 | "Looking Hot, Dangerous"                                         | OMFG Sneak Peak                                 |
| 2009 | "Designed to Kill"                                               | Non-album                                       |
| 2009 | "Horrifically Delicious"                                         | Non-album                                       |
| 2009 | "Success Is the Best Revenge"                                    | Epic                                            |
| 2009 | "Sexting"                                                        | Epic                                            |
| 2009 | "Crunk Man" (Remake)                                             | Epic                                            |
| 2010 | "Designed to Kill" (Remake)                                      | Epic                                            |
| 2010 | "Sexting (Jeffree Star Remix)" (featuring Jeffree Star)          | Non-album                                       |
| 2010 | "Inject Me Sweetly" (featuring Jeffree Star)                     | Non-album                                       |
| 2010 | "Candyland"                                                      | Epic                                            |
| 2010 | "I'm What Dreams Are Made Of"                                    | Epic                                            |
| 2010 | "Lose Control"                                                   | Epic                                            |
| 2010 | "You Done Goofed"                                                | Epic                                            |
| 2010 | "Party On"                                                       | Epic                                            |
| 2010 | "Death to Your Heart"                                            | Epic                                            |
| 2010 | "My Gift & My Curse"                                             | Non-album                                       |
| 2010 | "The Loving Dead"                                                | Non-album                                       |
| 2010 | "Yo, Ho! (A Pirate's Life for Me)"                               | All the Rage                                    |
| 2010 | "Believe"                                                        | Epic                                            |
| 2011 | "Can't Have What I Got" (featuring Gods Paparazzi and KatiKaine) | 333 Mixtape                                     |
| 2011 | "Happy Violentine's Day"                                         | All the Rage                                    |
| 2011 | "P.L.U.R."                                                       | All the Rage                                    |
| 2011 | "Sexting (Rusty Lixx Remix)"                                     | Non-album                                       |
| 2011 | "G.F.A." (featuring JJ Demon, Nick Nasty and Lady Nogrady)       | All the Rage                                    |
| 2011 | "Bewitched" (featuring Lady Nogrady)                             | All the Rage                                    |
| 2011 | "Dark Dreams (Gods Paparazzi Remix)" (featuring Lady Nogrady)    | Non-album                                       |
| 2011 | "La Petite Morte" (featuring Elena Vladimirova)                  | Non-album                                       |
| 2012 | "Revenge Porn!"                                                  | Evolution                                       |
| 2012 | "Unforgiven"                                                     | Evolution                                       |
| 2012 | "Rise and Shine!"                                                | Evolution                                       |
| 2012 | "Oishi High School Battle Theme Song"                            | Non-album                                       |

### Videografia
| Anno | Canzone                     | Regista                         |
| ---- | --------------------------- | ------------------------------- |
| 2010 | "Death to Your Heart"       | Raul Gonzo                      |
| 2010 | "Believe"                   | Robby Starbuck                  |
| 2011 | "Bewitched"                 | Patrick Fogharty                |
| 2012 | "Unforgiven"                | Dale Resteghini                 |
| 2012 | "Rise and Shine"            | Dale Rasteghini                 |
| 2012 | "Don't Want To Be Like You" | Caleb Spillyards, Tyler Forrest |